# Liste der Monuments historiques in Saint-Vougay
Die Liste der Monuments historiques in Saint-Vougay führt die Monuments historiques in der französischen Gemeinde Saint-Vougay auf.

## Liste der Bauwerke
| Bezeichnung        | Beschreibung           | Standort | Kennzeichnung | Schutzstatus | Datum | Bild           |
| ------------------ | ---------------------- | -------- | ------------- | ------------ | ----- | -------------- |
| Château de Kerjean | Schloss mit Taubenturm | (Lage)   | PA00090442    | Classé       | 1911  | weitere Bilder |

## Liste der Objekte
- Monuments historiques (Objekte) in Saint-Vougay in der Base Palissy des französischen Kultusministeriums